# Son jubilé en public
Albums de Anne Sylvestre
Bye mélanco Parenthèses
Son jubilé en public est un enregistrement de concert d'Anne Sylvestre au théâtre du Trianon en 2007, paru chez EPM en 2008.

## Historique
Anne Sylvestre célèbre ses cinquante ans de carrière lors de ce concert. Elle donne cinq représentations au théâtre du Trianon, du 25 au 30 septembre 2007.
Elle y interprète les titres de son album de 2007 Bye mélanco, ainsi que des chansons tirées de son vaste répertoire.
Ce spectacle est aussi sorti sous forme de DVD.

## Titres
CD 1
Toutes les chansons sont écrites et composées par Anne Sylvestre.
| No  | Titre                    | Durée |
| --- | ------------------------ | ----- |
| 1.  | Zen                      |       |
| 2.  | Elle d'sait la gueule    |       |
| 3.  | Pas difficile            |       |
| 4.  | Ça n'se voit pas du tout |       |
| 5.  | Le Dames de mon quartier |       |
| 6.  | Partage des eaux         |       |
| 7.  | Les Impedimenta          |       |
| 8.  | Lazare et Cécile         |       |
| 9.  | Marie                    |       |
| 10. | Gay marions-nous         |       |
| 11. | Carcasse                 |       |
| 12. | Cap au Nord              |       |
| 13. | Agressivement vôtre      |       |
| 14. | Les Amis d'autrefois     |       |

CD 2
Toutes les chansons sont écrites et composées par Anne Sylvestre.
| No  | Titre                         | Durée |
| --- | ----------------------------- | ----- |
| 1.  | Après le théâtre              |       |
| 2.  | Bye mélanco                   |       |
| 3.  | D'accord                      |       |
| 4.  | Mon mari est parti            |       |
| 5.  | Pause                         |       |
| 6.  | La Faute à Ève                |       |
| 7.  | Si mon âme en partant         |       |
| 8.  | Ça va m'faire drôle           |       |
| 9.  | Un bateau mais demain         |       |
| 10. | Laissez les enfants           |       |
| 11. | La Poule aux œufs d'or        |       |
| 12. | Les Rescapés des Fabulettes   |       |
| 13. | Une sorcière comme les autres |       |
| 14. | Ah l'amour l'amour            |       |

## Musiciens
- Piano : Philippe Davenet
- clarinettes : Chloé Hammond
- Guitares acoustiques : Benoît Maurel[4]

## Production
- Production : EPM Musique
- Mise en scène : Yveline Pallard
- Lumière : Jacques Rouveyrollis
- Réalisation lumière : Gérard Monin
- Son : Julius Tessarech[4]
- Distribution : Universal Music Group[6]

## Réception
Critique de Télérama : « Aujourd'hui qu'elle fête son jubilé de scène, il est donc plus que temps de lui redonner ce qui n'aurait jamais dû cesser de lui appartenir : sa place parmi les plus grands auteurs de la chanson. »